# Novate Milanese
Novate Milanese es una localidad y municipio italiano de la provincia de Milán, región de Lombardía, con 20.082 habitantes.

## Evolución demográfica
| Gráfica de evolución demográfica de Novate Milanese entre 1861 y 2021 |
|                                                                       |
| Fuente ISTAT - elaboración gráfica de Wikipedia                       |